# 中共上海区执行委员会
中共上海区执行委员会（简称中共上海区执委）是中国共产党成立初期最早的区执行委员会之一，领导中共在上海、江苏、浙江、安徽地区的工作。

## 历史
1921年12月，根据中共一大通过的《中国共产党第一个纲领》，中共上海地方委员会（上海地委）成立，直属中共中央领导，陈望道、张太雷先后出任书记。
1922年7月中共二大后，根据新通过的《中国共产党章程》，中共中央委托上海地委暂代区执行委员会职权，上海地委随即改组为中共上海地方执行委员会兼上海区执行委员会（上海地执委兼区执委），领导上海市及江苏、浙江两省的工作。徐梅坤、邓中夏、王荷波、施存统先后出任委员长。至1924年4月，上海地执委兼区执委下属组织包括5个直属党小组、中共南京地执委及中共杭州组。
1924年4月，中共中央决定撤销上海区，上海地执委兼区执委改建为中共上海地方执行委员会（上海地执委），只管辖上海市区内的工作，南京地执委、杭州组则直属于中共中央领导。庄文恭出任委员长。1925年5月，上海地执委在中共中央领导下发动了五卅运动。至1925年9月，上海地执委已有81个支部。
1925年8月21日，上海地执委根据中共中央决议改建为中共上海区执行委员会（上海区执委，又称江浙区执委），重新领导中共在苏浙沪地区的工作。尹宽、王一飞、罗亦农先后担任书记。1926年4月，中共中央又决定，将安徽的地方组织归上海区执委领导。1926年10月至1927年3月，上海区执委领导了上海工人第一、第二、第三次武装起义。3月22日，上海特别市临时市政府成立，罗亦农、汪寿华等9名中共党员任市政府委员。4月，四·一二事件发生，苏浙沪一带的中共党组织纷纷遭到清洗。此后，上海区执委被迫转入地下工作。
1927年6月，根据中共中央决定，上海区执委撤销，同时成立中共江苏省委、中共浙江省委，上海市区的8个部委归中共江苏省委领导。

## 主要人员

### 上海地方委员会（1921年12月－1922年7月）
- 书记：陈望道
- 负责人：张太雷（张春木）

### 上海地方执行委员会兼上海区执行委员会（1922年7月－1924年4月）
- 委员长：徐梅坤（徐行之）、邓中夏、王荷波
- 委员：徐梅坤、沈雁冰、俞秀松、王振一（王振翼、王仲一）、邓中夏、甄南山、王荷波、徐白民、顾作之、沈泽民、杨贤江
- 候补委员：张特立（张国焘）、顾作之、郭景仁（郭坦夫）、瞿秋白、向警予、林蒸、张秋人
- 宣传委员：沈雁冰
- 职工运动委员：王振一
- 秘书兼会计：徐梅坤、沈雁冰
- 国民运动委员：沈雁冰、徐白民、顾作之
- 劳动运动委员：王振一、甄南山、王荷波、徐梅坤、瞿秋白（代理）
- 国民运动委员会主任：沈雁冰、徐白民
- 劳动运动委员会主任：王荷波
- 劳动运动委员会副主任：王振一、甄南山
- 国民党委员会负责人：杨贤江

### 上海地方执行委员会（1924年4月－1925年8月）
- 委员长：庄文恭
- 委员：庄文恭、谢文锦、李立三
- 秘书：谢文锦
- 宣传部主任：庄文恭
- 组织部主任：谢文锦
- 工农部主任：李立三（李成）
- 妇女部主任：（不详）
- 工会运动委员会主任：李立三
- 国民党运动委员会主任：（不详）

### 上海区执行委员会（1925年8月－1927年6月）
- 书记：尹宽（尹硕夫）、王一飞、罗亦农、陈延年（少堂，代理）
- 委员：尹宽、王一飞、庄文恭、顾顺章（顾成江）、郑超麟、何松林、李立三、何量澄（何亮）、梁茂康、罗亦农、陈比难、沈雁冰、林仲楠、郑复他、谢文锦、赵世炎、张佐臣（张祖臣）、郭伯和、贺昌、李泊之、张之甫（张昆弟）、佘立亚、张永和、王亚璋
- 候补委员：张佐臣、戴三（戴起家、戴器言）、陈竹山、朱阿毛（朱英和）、郑复他、丁郁、梅电龙、沈雁冰、余泽鸿、张叔平、江元青、杨培生、刘尊一、李持民、王承伟
- 主席团成员：罗亦农、庄文恭、尹宽、何松林、赵世炎、陈延年、郭伯和
- 主席团秘书长：韩步先
- 宣传部部长、主任：尹宽、王一飞、周恩来、赵世炎（文琪，代理）
- 组织部部长、主任：庄文恭、赵世炎、郭伯和
- 工农部主任：何松林、李立三
- 职工部主任、部长：何松林、赵世炎
- 职工运动委员会书记、主任：何松林、李泊之、赵世炎
- 妇女运动委员会书记、主任：陈比难、钟复光、刘尊一、丁郁、王亚璋
- 妇女部主任：杨之华、陈比难、丁郁、刘尊一
- 学生运动委员会主任：余泽鸿
- 民校（国民党）运动委员会主任：沈雁冰
- 农民运动委员会主任：戴盆天、罗亦农
- 军事委员会书记、主任：刘重民、顾顺章
- 军事特别委员会书记：罗亦农
- 军事运动委员会主任：罗亦农、李泊之（专职）、赵世炎
- 武装起义总指挥：罗亦农、李泊之
- 济难委员会主任：王弼
- 济难委员会区特派员：郭伯和

## 直属地执委、部委、支部
1925年初，根据中共四大通过的《中国共产党章程》，上海地执委对下属各组织在党小组的基础上成立党支部。
| 上海 - 上海大学支部（1925年1月－8月） - 商务印书馆支部（1925年1月－8月） - 杨树浦支部（1925年1月－8月） - 店员联合会支部（1925年1月－8月） - 沪西支部（1925年1月－8月） - 沪南支部（1925年1月－8月） - 南洋烟厂支部（1925年1月－8月） - 海员支部（1925年1月－8月） - 金银业支部（1925年1月－8月） - 印刷工人联合会支部（1925年1月－8月） - 徐家汇支部（1925年1月－8月） - 公共支部（1925年1月－8月） - 邮务支部（1925年1月－8月） - 浦东支部（1925年1月－8月） - 俄国上海领事馆支部（1925年1月－8月） - 杨树浦支联会→杨树浦部委（1925年8月－1927年3月） - 引翔港支联会→引翔港部委（1925年8月－1927年3月） - 沪东部委员会（1927年3月－6月） - 小沙渡支联会→小沙渡部委（1925年8月－1927年3月） - 曹家渡支联会→曹家渡部委（1925年8月－1927年3月） - 沪西部委员会（1927年3月－1927年6月） - 浦东支部会→浦东部委（1925年8月－1927年6月） - 闸北部委员会（1925年10月－1927年6月） - 南市部委员会（1925年10月－1927年6月） - 徐家汇独立支部（1925年8月－1926年6月） - 法租界独立支部（1926年1月－6月） - 法租界部委员会（1926年6月－1927年6月） - 吴淞独立支部→吴淞部委（1926年2月－1927年6月） - 沪中部委员会（1927年3月－6月） - 上海大学独立支部（1926年3月－1927年4月） - 中华全国学生联合总会独立支部（1926年1月－6月） | - 先施公司独立支部（1926年1月－5月） - 正太独立支部（1926年1月－5月） - 公共汽车独立支部（1926年6月－） - 电车独立支部（1926年6月－） - 电汽独立支部（1926年6月－） - 复旦大学独立支部（1926年6月－） 江苏 - 南京地方执行委员会（1923年12月－1924年4月） - 南京支部（1925年初－9月） - 浦口支部（1925年初－9月） - 无锡党团混合支部（1925年1月－5月） - 无锡支部（1925年5月－8月） - 苏州支部（1925年5月－8月） - 丹阳支部（1925年5月－8月） - 江阴支部（1925年5月－8月） - 浦口地执委→南京地执委（1925年9月－1927年6月） - 无锡独立支部→无锡地执委（1925年9月－1927年6月） - 江阴支部→江阴独立支部（1925年8月－1927年2月） - 苏州独立支部（1925年9月－1927年2月） - 常州临时混支、常州支部、常州独立支部（1926年8月－1927年2月） - 丹阳独立支部（1925年9月－1927年4月） - 丹阳县临时委员会（1927年5月－6月） - 宜兴特别支部（1927年5月－6月） - 金坛独立支部（1927年1月－4月） - 常熟特别支部（1926年2月－1927年6月） - 南通独立支部（1926年4月－） - 如皋支部（1926年10月－1927年6月） - 泰兴独立支部（1926年9月－1927年7月） - 泰州独立支部（1926年12月－） - 徐州特支→徐州独立支部→徐州地执委（1926年3月－1927年7月） - 昆山特别支部（1926年8月－1927年4月） - 南通代用师范学校支部（1926年夏－6月） - 崇明支部（1926年9月－） - 松江支部（1926年9月－） | - 如东县下浸灶支部（1926年11月－1927年） - 海门县三条桥支部（1927年夏－） - 海安县营溪支部（1927年夏－7月） - 东台特别支部（1927年6月－） - 川沙独立支部（1927年3月－） - 青浦独立支部（1927年2月－） - 金山特别支部（1927年3月－） - 嘉定特别支部（1927年春－） 浙江 - 杭州支部→杭州独立支部（1923年春－10月；1924年1月－4月；1925年8月－12月） - 机州地方执行委员会（1926年1月－1927年6月） - 宁波支部（1925年2月－8月） - 宁波独立支部→宁波支联会→宁波地执委（1925年8月－1927年6月） - 绍兴（党团）支部→绍兴支部→绍兴独立支部（1923年7月－1924年4月；1926年3月－5月） - 绍兴地方执行委员会（1926年5月－1927年6月） - 温州独立支部（1925年8月－1927年4月） - 嘉兴独立支部（1925年3月－1927年6月） - 金华独立支部（1926年7月－1927年6月） - 枫泾支部（1926年7月－1927年6月） - 余姚坎镇支部（1926年7月－12月） - 余姚马家路支部（1926年10月－12月） - 诸暨城区支部（1926年冬－1927年2月） - 上虞独立支部（1926年7月－1927年4月） - 临海县特别支部（1926年12月－1927年6月） 安徽 - 蚌埠特别支部→蚌埠独立支部（1926年6月－1927年6月） - 临涣独立支部→宿县独立支部（1926年7月－1927年7月） - 宿城临时支部（1926年8月－11月） - 阜阳临时支部（1926年12月－1927年6月） - 凤城支部（1926年9月－1927年6月） 其他 - 赴北省支部（？） |